# Phrudura pura
Phrudura pura là một loài bướm đêm trong họ Geometridae.